# Алайгірово
Алайгі́рово (рос. Алайгирово, башк. Алайғыр) — присілок у складі Кармаскалинського району Башкортостану, Росія. Входить до складу Єфремкинської сільської ради.
Населення — 468 осіб (2010; 611 в 2002).
Національний склад:
- башкири — 99 %